# 异抗坏血酸
异抗坏血酸（英語：Erythorbic acid）是抗坏血酸（维生素C）的立体异构体。它是由2-酮-D-葡萄糖酸甲酯和甲醇钠反应而成的。它也可以从蔗糖或由青霉菌的菌株合成，这些菌株已被选择用于此功能。它的E编码为E315，在加工食品中广泛用作抗氧化剂。

## 健康效果
人们已经进行了临床试验来研究异抗坏血酸的营养价值。一项此类试验调查了异抗坏血酸对年轻女性维生素C代谢的影响，并未发现它对体内维生素C的吸收或清除有影响。
后来的一项研究发现，异抗坏血酸和抗坏血酸一样，也是非血红素铁吸收的有效促进剂。总的来说，异抗坏血酸没有像坏血酸一样作为几个酶的辅助因子在体内抗击坏血病的功能，但在不经酶催化的化学反应中效果基本一样。此处帮助铁的吸收，就是因为能对胃中的铁元素起还原和络合的作用。异抗坏血酸促进铁吸收的能力是维生素C的两倍。考虑到美国人平均每天通过各种食物摄取200毫克异抗坏血酸，此物对理解膳食中铁的摄入极其重要。

## 用途
异抗坏血酸及其钠盐用作腌肉和冷冻蔬菜的防腐剂。用于肉时，效果和维生素C一样：一是能防止亚硝酸盐生成致癌的亚硝胺，二是能和亚硝酸盐合作，促进肌红蛋白中铁原子和和亚硝酸根的配合，生成红棕色亚硝基肌红蛋白，并在烹饪之后生成漂亮粉色的亚硝基血色原（nitrosohemochrome）。
美国禁止亚硫酸盐（二氧化硫水合产物）用于新鲜蔬菜（如沙拉吧）的抗氧化剂之后，此物也多用于新鲜蔬菜。

## 历史
它是由德国化学家Kurt Maurer和Bruno Schiedt于1933年首次合成的。

## 制造
此物和维生素C须两步制造不同，葡萄糖经过一步青霉菌发酵即可得到。此为1960年代最早的制造方法，但体积效率、葡萄糖转化率都不如现代方法。
现在的制造方法和维生素C的Reichstein工艺类似，只是反转了手性。螢光假單胞菌AR4株可以把葡萄糖转化为2-酮-D-葡萄糖酸甲酯，之后进行类似的化学修饰即可得到。

## 经济
和抗坏血酸一样，全球异抗坏血酸生产集中在中国。异抗坏血酸的价格比抗坏血酸更稳定，因此在抗坏血酸价格走高时用于治疗坏血病之外的用途尤受欢迎。

## 相关化合物
D-红抗坏血酸（D-erythroascorbic acid）是结构类似的C5糖酸，由烘焙酵母和其他真菌产生，在真菌里起抗氧化作用。没有工业用途。